# Лукин, Фёдор Викторович
Фёдор Викторович Лукин (1908—1971) — конструктор радиолокационных систем, лауреат Сталинской премии (дважды) и Ленинской премии.

## Биография
Родился 25 июля 1908 г. в местечке Глуск Минской губернии в дворянской семье. Из-за Первой мировой и Гражданской войн смог получить в школе только начальное образование, дальше занимался самостоятельно.
Работал пастухом, возчиком на переправе через р. Березину, грузчиком.
С 1925 по 1927 гг. кочегар на Бобруйской махорочной фабрике. В 1927 г. сдал квалификационные экзамены и принят помощником машиниста Центральной Бобруйской электростанции.
В 1929 г. поступил на электротехнический факультет Московского высшего технического училища, в апреле 1930 г. переведен в выделившийся из МВТУ Московский энергетический институт, который окончил в марте 1934 г., получил диплом инженера-электрика по специальности «радиотехника».
С 1932 г. работал в радиолаборатории МЭИ: лаборант, техник, инженер и зам. заведующего лабораторией.
С 1934 по 1939 г. преподавал в МЭИ (читал курс «измерения») и Московском электротехническом институте связи (МЭИС) (курс «радиоприемные устройства»).
В 1935—1953 гг. в НИИ-10 Минсудпрома СССР (будущее ГНПО «Альтаир»): старший инженер, руководитель группы, зам. начальника научно-исследовательского отдела по научной части, главный конструктор разработок, главный инженер НИИ.
В 1943 г. его группа разработала донную мину принципиально новой конструкции, которая выпускалась серийно и использовалась в годы Великой Отечественной войны.
За создание радиолокационных систем «Редан 1» и «Редан 2» для управления стрельбой артиллерии главного и малого калибра крейсеров и эсминцев присуждена Сталинская премия.
В 1946—1953 гг. главный конструктор комплексных систем «Вымпел» и «Фут» радиолокационных и счётно-решающих приборов для автоматизации стрельбы корабельной зенитной артиллерии крейсеров и эсминцев.
В 1953 г. за создание оригинальной стендовой аппаратуры и руководство доработкой для серийного производства бортовой аппаратуры крылатой ракеты «Комета» класса «воздух — море» присуждена вторая Сталинская премия.
С 10 ноября 1953 г. зам. начальника — главный инженер КБ-1., принял участие в работах по постановке на боевое дежурство противосамолетной системы ПВО Москвы «С- 25» и созданию ракетных систем различных классов, в 1955 г. награждён орденом Ленина.
За комплекс работ по созданию мобильной зенитно-ракетной системы С-75 и внедрение её в серийное производство в 1958 г. присвоено звание лауреата Ленинской премии.
С 11 августа 1960 г. директор — научный руководитель НИИ-37 (НИИДАР) Минрадиопрома, занимался проблемами создания радиолокационных станций дальнего обнаружения для систем ПВО и ПРО.
Постановлением № 124 СМ СССР от 29 января 1963 г. назначен заместителем председателя Государственного комитета при СМ СССР по электронной технике (ГК ЭТ, позже Минэлектронпром). С 8 февраля 1963 г. первый директор создаваемого в Зеленограде Центра микроэлектроники. За период его руководства (1963—1970) был создан комплекс, включающий 9 научно-исследовательских организаций, 5 опытных заводов, ВУЗ и др. На 1.06.1970 г. в институтах и КБ Центра работало 12924 человека, в том числе 9 докторов и 214 кандидатов наук, на заводах — 16154 человека. Было построено 240 тыс. м² промышленных площадей.
За успешное выполнение пятилетнего плана, создание новой техники и развитие электронной промышленности Указом Президиума Верховного Совета СССР от 26 апреля 1971 г. награждён орденом Октябрьской революции.
В 1946 г. защитил кандидатскую, в 1959 г . — докторскую диссертацию, доктор технических наук. В 1966 г. присвоено звание профессор по специальности «микроэлектроника».
В октябре 1970 г. при прохождении медицинской комиссии для поездки в санаторий врачи обнаружили у него тяжелую болезнь. В Центральной клинической больнице была сделана попытка операции. Но болезнь оказалась запущенной, состояние признали безнадёжным, и 18 июля 1971 г. он умер. Похоронен на Головинском кладбище.

## Признание
- Два ордена Ленина (1955 и 1958);
- Орден Трудового Красного Знамени (1958);
- Два ордена «Знак Почёта» (1945 и 1950);
- Медаль «За доблестный труд в Великой Отечественной войне 1941—1945 гг.»;
- Медаль «В память 800-летия Москвы»;
- Две Сталинские премии (1946, 1953);
- Ленинская премия (1958).

## Память
Указом Президиума Верховного Совета РСФСР от 18 мая 1983 г. Научно-исследовательскому институту физических проблем присвоено имя Ф. В. Лукина.

## Семья
Жена — Алтухова Маргарита Александровна (1914 г. рождения), сыновья : Александр (1936 г. рождения, работает в КБ-1 — НПО «Алмаз») и Владимир (1937 г. рождения, работал в СВЦ — НИИ НЦ в Зеленограде).